# La Nuit et l'Amour
La Nuit et l'Amour est un interlude symphonique d'Augusta Holmès composé en 1888.

## Contexte historique
Augusta Holmès compose Ludus pro patria en 1888. C'est de cette symphonie pour chœur qu'est extrait l'interlude symphonique de La Nuit et l'Amour.

## Orchestration
| Cordes                                                               |
| -------------------------------------------------------------------- |
| premiers violons, seconds violons, altos, violoncelles, contrebasses |
| Bois                                                                 |
| piccolo 2 flûtes, 2 hautbois, 2 clarinettes, 4 bassons               |
| Cuivres                                                              |
| 4 cors en fa, 2 trompettes                                           |
| Percussions                                                          |
| 2 harpes, timbales                                                   |

## Réception
Il est probable que l'interlude ait été joué pour la première fois séparément dans un concert hommage à César Franck le 9 janvier 1891. Dans une lettre du 10 janvier 1891, Augusta Holmès remercie les Concerts populaires qui ont joué son interlude La Nuit et l'Amour, de même que les Concerts Colonne. Il est décrit comme étant très influencé par Massenet et par Gounod. En 1893, l'œuvre est jouée avec la pièce dont elle est extraite, mais séparément. En 1901, l'œuvre est jouée à Caen, pour un festival en l'honneur de la compositrice. À sa mort, La Nuit et l'Amour est décrit comme une de ses réussites symphoniques et l'une de ses plus belles pages. Après la mort de la compositrice, l'œuvre continue à être jouée comme en 1904.  La Nuit et l’amour  a fait partie du programme du “Sommernachtkonzert Schönbrunn 2024” du 7 juin 2024 à Vienne (Autriche).

## Discographie sélective
- Orchestral works : Andromède, Irlande, Ouverture pour une Comédie, La Nuit et l'Amour, Pologne, dir. Patrick Davin et Samuel Friedmann, Orchestre philharmonique de Rhénanie-Palatinat.
- « La Nuit étoilée » - Hector Berlioz, Les Nuits d'été, Cléopâtre & Augusta Holmès, La Nuit et l'Amour, Stéphanie d'Oustrac (mezzo-soprano), Orchestre Pasdeloup dir. Wolfgang Doerner (Gramola 99247, 2021)